# Julián Nougués
Julián Nougués Subirá (Reus, 1867-Calatayud, 1928) fue un abogado y político español. De ideología republicana, fue miembro del Centro Federal de Reus del Partido Republicano Democrático Federal, con el que fue concejal del Ayuntamiento de Reus en 1898 y diputado en el Congreso por el distrito electoral de Reus en las elecciones de 1903, 1905, 1907 1910, 1914, 1916, 1918, 1919, 1920 y 1923. También fue director del diario republicano La Justicia.
Fue muy activo en la política catalana del primer cuarto del siglo XX. En 1907, en nombre de su partido, se adhirió a Solidaridad Catalana, y luego mantuvo buenas relaciones con la Unión Federal Nacionalista Republicana. En 1911 presidió la comisión de diputados catalanes que presentó al presidente del Consejo de Ministros, José Canalejas, el proyecto de bases de la Mancomunidad de Cataluña. También fue uno de los miembros de la Asamblea de Parlamentarios de 1917 y dio apoyo activo en las Cortes en el Estatuto de Autonomía para Cataluña en 1918.